# Sybra lineolata
Sybra lineolata är en skalbaggsart som beskrevs av Stefan von Breuning 1942. Sybra lineolata ingår i släktet Sybra och familjen långhorningar. Inga underarter finns listade i Catalogue of Life.